# Bowie (Maryland)
Bowie ist eine Stadt im US-Bundesstaat Maryland.
Die Volkszählung von 2020 des U.S. Census Bureau ergab  58.329 Einwohner. Die Stadt hat eine Fläche von 41,8 km² wovon nur 0,1 km² Wasserflächen sind und liegt bei den Koordinaten 38° 57' 53" Nord, 76° 44' 40" West.

## Geschichte
Das offizielle Gründungsjahr der Stadt ist 1870 als Huntington City und ist eng mit der Konstruktion der Schienenwege in Nordamerika verbunden. 1880 erhielt die Stadt ihren heutigen Namen Bowie.

## Söhne und Töchter der Stadt
- Paul Reed Smith (* 1956), Gitarrenbauer
- Brad Schumacher (* 1974), Schwimmer
- Yewande Balogun (* 1989), nigerianische Fußballspielerin
- Daniel Cates (* 1989), Pokerspieler
- Nicole Yeargin (* 1997), britische Sprinterin